# Junkers Jumo 212
Lo Junkers Jumo 212 era un motore aeronautico a 24 cilindri motore a doppia V invertita dalla tedesca Junkers Flugzeug und Motorenwerke AG nel 1938 durante il periodo della seconda guerra mondiale, restato a livello progettuale e del quale non fu realizzato nemmeno un prototipo.

## Storia
L'ipotesi progettuale dello Jumo 212 è da ritenersi legata ai problemi di sviluppo legati ai motori del bombardiere Heinkel He 177 Greif. Nelle prime fasi dello sviluppo infatti i problemi di affidabilità e messa a punto dei Daimler-Benz DB 606, che altro non erano che due DB 601 meccanicamente accoppiati, facevano ritardare lo sviluppo dell'intero progetto per l'indisponibilità dei propulsori. Ernst Heinkel allora si rivolse alla Junkers per una fornitura di un motore alternativo.
Il 19 novembre 1938 Heikel propose al Reichsluftfahrtministerium di poter utilizzare sulla versione He 177 B quattro Junkers Jumo 211 in sostituzione dei DB 606, proposta rifiutata adducendo la motivazione che per le caratteristiche da bombardiere tattico che doveva mantenere non era accettabile diventasse un quadrimotore.
Per questo motivo, nel 1939 Heinkel interpellò la Junkers per ipotizzare la possibilità di realizzare un motore con una configurazione simile al DB 606, unendo due Jumo 211. Il nuovo motore, che avrebbe dovuto assumere la denominazione di Jumo 212, avrebbe potuto essere realizzato l'anno seguente e si sperava potesse essere montato sull'He 177 entro l'autunno del 1940.
Tutto questo però non si concretizzò mai in un progetto vero e proprio anche per la sopraggiunta disponibilità da parte dell'RLM nell'autorizzare Heinkel, anche se a proprie spese, l'utilizzo di 4 motori BMW 801E.
È possibile, anche se non provato, che parte dei disegni e delle teorie di sviluppo siano poi stati riutilizzati per il concepimento del successivo Junkers Jumo 222.